# جزیره تاوا
جزیره تاوا (به لاتین: Tava) یا پلیتا (به لاتین: Plita) یک جزیره در خلیج باکو در کشور جمهوری آذربایجان است.

## جغرافیا
این جزیره یک جزیره بسیار کوچک است که میان جزیره بویوک زیره و جزیره وولف (داش زیره) جای دارد.

## بوم‌شناسی
در این جزیره جانورانی از جمله فک کاسپی، ماهیان خاویاری و انواع گوناگونی از پرندگان مانند خوتکا و ماهی‌های کشیم وجود دارد.